# Hiromi Suga
 (juillet 2025).
Si vous disposez d'ouvrages ou d'articles de référence ou si vous connaissez des sites web de qualité traitant du thème abordé ici, merci de compléter l'article en donnant les références utiles à sa vérifiabilité et en les liant à la section « Notes et références ».
Pour les articles homonymes, voir Suga.
Hiromi Suga (菅 弘美, Suga Hiromi) est une biathlète japonaise, née Seino le 28 novembre 1973 à Furano.

## Biographie
Elle s'est mariée avec le biathlète Kyoji Suga.
Dans la Coupe du monde, elle fait ses débuts en 1995 à Bad Gastein. Lors de sa deuxième saison à ce niveau, elle marque ses premiers points, étant vingtième du sprint de Brezno-Osrblie. Dès la saison suivante, elle figure dans le top dix, Seino étant notamment neuvième du sprint d'Antholz. Elle signe son meilleur classement général en 1998, avec le 39e rang (deux dixièmes places en épreuve), saison marquée aussi par sa participation aux 1998 (37e de l'individuel notamment). Dans les Championnats du monde, son meilleur résultat individuel est 18e du sprint en 2000.
En 2002, elle dispute sa dernière compétition internationale, les Jeux olympiques de Salt Lake City, où elle est 30e du sprint, 24e de la poursuite, 42e de l'individuel et 14e du relais.

## Palmarès

### Jeux olympiques
| Épreuve / Édition                   | Individuel | Sprint | Poursuite                        | Relais |
| Jeux olympiques 1998 Nagano         | 37e        | 53e    | Épreuve inexistante à cette date | 14e    |
| Jeux olympiques 2002 Salt Lake City | 42e        | 30e    | 24e                              | 14e    |

Légende :
- — : N'a pas participé à cette épreuve
- : épreuve non disputée lors de cette édition

### Championnats du monde
| Épreuve / Édition                 | individuel                       | Sprint                           | Poursuite                        | Départ en masse                  | Relais                           | Course par équipes               |
| Mondiaux 1995 Antholz Anterselva  | 67e                              | 53e                              | Épreuve inexistante à cette date | Épreuve inexistante à cette date | -                                | -                                |
| Mondiaux 1996 Ruhpolding          | 70e                              | -                                | Épreuve inexistante à cette date | Épreuve inexistante à cette date | 9e                               | 14e                              |
| Mondiaux 1997 Osrblie             | 58e                              | 41e                              | 31e                              | Épreuve inexistante à cette date | 15e                              | 15e                              |
| Mondiaux 1998 Pokljuka Hochfilzen | Épreuve inexistante à cette date | Épreuve inexistante à cette date | 44e                              | Épreuve inexistante à cette date | Épreuve inexistante à cette date | 14e                              |
| Mondiaux 1999 Kontiolahti Oslo    | 41e                              | 58e                              | -                                | -                                | 10e                              | Épreuve inexistante à cette date |
| Mondiaux 2000 Oslo Lahti          | 43e                              | 18e                              | 48e                              | -                                | 9e                               | Épreuve inexistante à cette date |
| Mondiaux 2001 Pokljuka            | 30e                              | 19e                              | 39e                              | 27e                              | 9e                               | Épreuve inexistante à cette date |

Légende :

 : épreuve inexistante à cette date

— : pas de participation à cette épreuve

### Coupe du monde
- Meilleur classement général : 39e en 1998.
- Meilleur résultat individuel : 9e.

#### Différents classements en Coupe du monde
| Année | Classement général final |
| 1996  | 58e                      |
| 1997  | 49e                      |
| 1998  | 39e                      |
| 2000  | 53e                      |
| 2001  | 40e                      |
| 2002  | 63e                      |